# ParaNorman
ParaNorman is een 3D-stop-motionfilm van Sam Fell en Chris Butler. Deze komedie/thriller gaat over Norman, een onbegrepen tiener die in het vervloekte stadje Blithe Hollow woont. Norman kan de doden zien en ermee spreken, wat voor de inwoners van het dorpje verwarrend is. Wanneer de heks uit de legende weer wakker wordt en er allerlei rare dingen gebeuren in het dorp, doet Norman er alles aan om haar tegen te houden.

## Verhaal
Norman Babcock, een gewone jongen die met de doden kan praten, onder wie zijn overleden grootmoeder, woont in het ooit vervloekte dorpje Blithe Hollow. Volgens de legende werd eeuwen terug een boosaardige heks terechtgesteld door zeven rechters. De heks, die het echter niet eens was met de rechters, vervloekte hen waardoor ze elk jaar op dezelfde dag weer als de levende doden zouden herrijzen tenzij de heks weer in slaap werd gebracht voor een jaar.
Elk jaar zorgde Mr. Prenderghast, de oom van Norman, hiervoor, maar zijn tijd is gekomen, en enkel Norman, die net zoals Mr. Prenderghast de doden kan zien, moet hem opvolgen om de heks te stoppen voor het te laat is. Eerst nam hij Mr. Prenderghast niet serieus, omdat het maar een legende was, maar wanneer hij verschillende visioenen krijgt tijdens de repetitie en de voordracht van het schooltoneel rondom de 300ste verjaardag van de heks, weet hij dat het menens is en gaat hij het boek halen waaruit hij moet voorlezen om de heks nog eens een jaar te doen slapen.
Alleen leest Norman het boek op de verkeerde begraafplaats voor en wordt hij nog lastiggevallen door Alvin, de pestkop van zijn school. Hierdoor breekt de hel los in Blithe Hollow en vluchtten Alvin en Norman voor de zombies die opstonden uit hun graf. Waarna hij zijn zus, Neil, en de broer van Neil dan nog tegenkomt op de weg nadat ze een van de zombies hadden overreden. Hierna start een hele zoektocht naar het werkelijke graf van de heks en heleboel momenten waarbij de inwoners van het dorp het opnemen tegen de zombies en tegen Norman die ervan verdacht wordt de zombies te leiden. Terwijl hij ze uiteindelijk alleen maar wil helpen.
Uiteindelijk weet Norman de begraafplaats te bereiken en na een wilde conversatie met Agatha weet hij de niet zo boosaardige heks toch nog te stoppen waardoor hij de held van het dorp wordt.

## Acteurs
- Kodi Smit-McPhee als Norman Babcock
- Anna Kendrick als Courtney Babcock, de zus van Norman
- Leslie Mann als Sandra Babcock, de moeder van Norman
- Jeff Garlin als Perry Babcock
- John Goodman als Mr. Prenderghast, de oom van Norman
- Elaine Stritch als Grandma Babcock, de oma van Norman
- Christopher Mintz-Plasse als Alvin, medeleerling en pestkop van Norman
- Tucker Albrizzi als Neil, Normans vriend
- Casey Affleck als Mitch, oudere broer van Neil
- Tempestt Bledsoe als Sheriff Hooper
- Jodelle Micah Ferland als Agatha 'Aggie' Prenderghast, de 'boosaardige' heks

## Productie

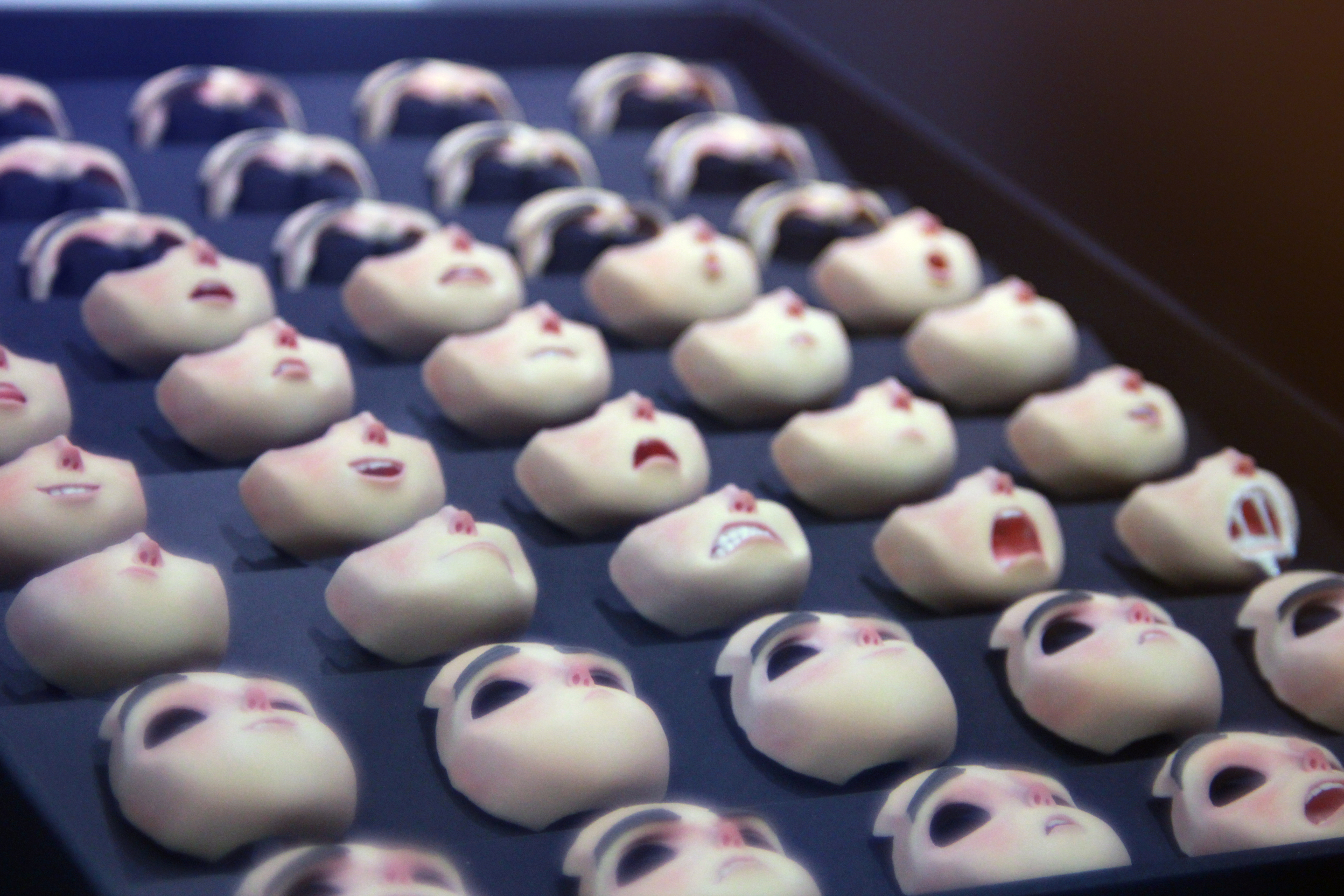
3D-prints van het gezicht van Norman

De film is volledig met de hand gemaakt, beeld voor beeld, en met de hulp van een speciale 3D-printer die voor elk personage duizenden gezichtsuitdrukkingen printte. Voor Norman waren er alleen al 1,5 miljoen verschillende gezichtsuitdrukkingen te maken dankzij het uitprinten van deze gezichtjes in twee delen. Het maken van de film begon eind 2009 en werd volledig gemaakt met een Canon-fotocamera. Er werden, in tegenstelling tot een geconverteerde 3D-stopmotionfilm, steeds twee foto's per frame gemaakt om zo het 3D-effect te creëren.

### Soundtrack
Jon Brion verzorgde de soundtrack van de film, die ook werd uitgegeven op een album op 14 augustus 2012. Er werd ook een stukje soundtrack gebruikt uit de film Halloween en het liedje Season of the Witch door Donovan. In de aftiteling werd nog gebruikgemaakt van Little Ghosts van de White Stripes.

## Ontvangst
ParaNorman werd grotendeels positief ontvangen door de media en haalde een score van 87% op Rotten Tomatoes. De conclusie was dat het een prachtig geanimeerde film, met een goed verhaal is. En dat het kinderen en hun ouders zeker zal vermaken.
Hoewel hij positief ontvangen werd door de media waren er veel ouders, vooral in de Verenigde Staten, die de film te eng en te donker vonden voor hun kind en hun geld terug wilden. Hierop kwam dan weer de kritiek dat ouders verantwoordelijk zijn voor wat hun kinderen mogen zien en dat ze eerst de nodige informatie moeten verwerven vooraleer ze hun kind meenemen naar de bioscoop.
Een ander punt van kritiek van de Amerikaanse ouders was het openlijke homoseksuele personage Mitch, dat volgens hen niet paste in een kinderfilm. Mitch zou het eerste echte homoseksuele personage ooit zijn in een animatiefilm voor kinderen.